# Буйковка
Буйковка — деревня в составе Новоникулинского сельского поселения Цильнинского района Ульяновской области. 

## География
Находится на расстоянии примерно 23 километра на юго-запад по прямой от районного центра села Большое Нагаткино. 

## История
В 1913 в русской деревне было 46 дворов с населением 249 человек. В 1990-е годы работало отделение ОПХ «Новоникулинское».  

## Население
Население составляло 18 человек в 2002 году (русские 78%), 21 по переписи 2010 года.